# Ronald Anthony Gettelfinger

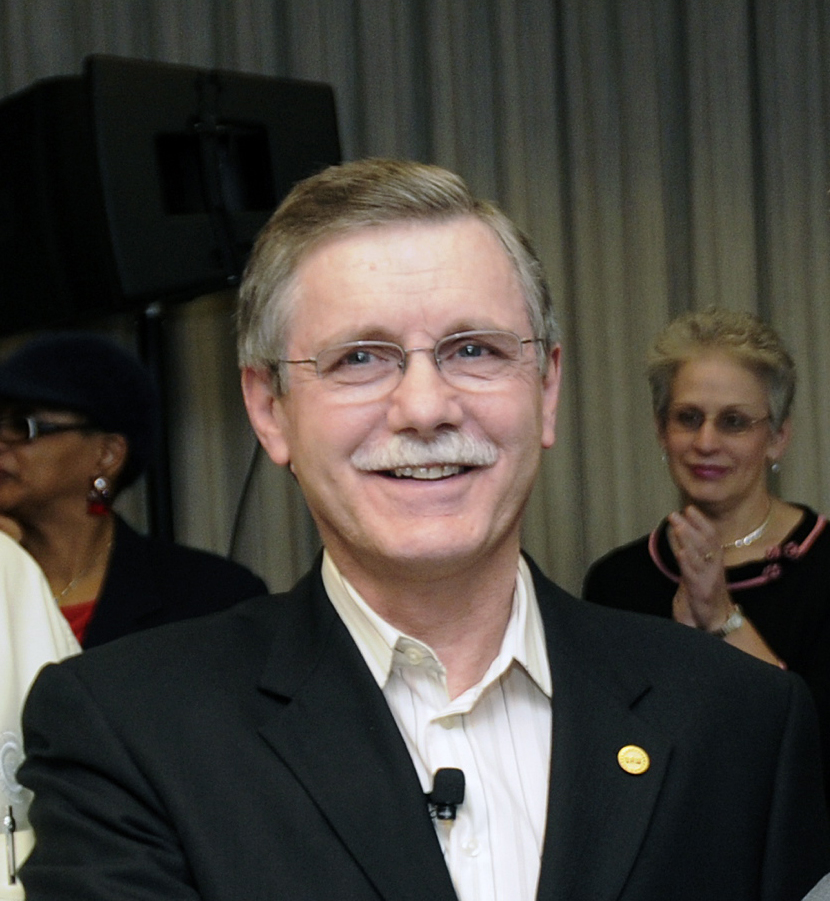
Ron Gettelfinger, 2007

Ronald Anthony Gettelfinger (* 1. August 1944 in Depauw, Indiana), in der Öffentlichkeit meist Ron Gettelfinger genannt, ist ein amerikanischer Gewerkschaftsfunktionär. Von 2002 bis 2010 war er Präsident der United Auto Workers (UAW), einer Gewerkschaft, die in den USA, Kanada und Puerto Rico insbesondere Arbeitnehmer im Bereich der Automobilindustrie vertritt und in Nordamerika zu den mitgliederstärksten und einflussreichsten Gewerkschaften zählt.

## Leben
Ron Gettelfinger wurde 1944 in Depauw als eines von zwölf Kindern in einer Farmerfamilie geboren. Nach der High School trat er der Marine Corps Reserve bei, 1976 erwarb er in Abendkursen einen Bachelor-Abschluss in Betriebswirtschaft an der Indiana University Southeast. Er ist verheiratet und Vater von zwei Kindern.
Sein gewerkschaftliches Engagement begann er 1964 in einem Werk der Ford Motor Company in Louisville, Kentucky, in dem er als Karosseriebauer tätig war und 1984 die Leitung der lokalen Gewerkschaftsvertretung übernahm. Ab 1987 gehörte er der Tarifkommission der UAW für die Tarifverhandlungen mit Ford an, später wurde er Direktor der UAW-Regionvertretung 3 für die Bundesstaaten Indiana und Kentucky sowie 1998 UAW-Vizepräsident und Leiter der UAW-Abteilung für Ford.
Im Juni 2002 übernahm er von Stephen Yokich das Amt des Präsidenten der UAW, vier Jahre später wurde er für eine weitere Amtszeit wiedergewählt. Sein Nachfolger wurde im Juni 2010 Bob King.